# Péter Bacsó
Péter Bacsó (Košice, 6 januari 1928 – Boedapest, 11 maart 2009) was een Hongaars filmregisseur en scenarioschrijver.
Bacsó wilde na de middelbare school acteur en theaterregisseur worden, maar ten slotte besloot hij in de filmindustrie te beginnen. Zijn eerste job was in de film Valahol Európában (Ergens in Europa) van Géza Radványi als assistent. Hij bleef filmscenario's schrijven en studeerde in 1950 af aan de hogere filmschool van Hongarije.
In de jaren '50 was hij een succesvol scenarioschrijver en in de jaren '60 werd hij regisseur. Zijn eerste film was Nyáron egyszerű uit 1963. Bekend werd zijn film A tanú (De Getuige) uit 1969, maar de film werd geweerd en kwam pas opnieuw uit in 1979. De film (die een cultstatus kreeg) was een politieke satire over het communistisch regime in het begin van de jaren 50. Bacsó bleef ook nadien politieke en satirische films maken voor een ruim publiek.
Hij schreef en regisseerde daarnaast ook musicals en komedies. Zijn laatste film, Hamvadó cigarettavég (Smeulende Sigaret) uit 2001, werd slecht onthaald door de kritiek.
- Bibliothèque nationale de France: cb13930111p (data)
- CiNii: DA11406561
- Gemeinsame Normdatei: 12306886X
- International Standard Name Identifier: 0000 0001 1462 1447
- Library of Congress Control Number: n82099906
- Nationale Bibliotheek van Tsjechië: ola2002150638
- Nationale Bibliotheek van Israël: 987007325128205171
- Nationale en Universitaire bibliotheek Zagreb: 000166272
- Nederlandse Thesaurus van Auteursnamen: 144073889
- Système universitaire de documentation: 195698444
- Virtual International Authority File: 84962278
- WorldCat: E39PBJp9tcTmhmPm9yCRCxtR8C